# Sirkan
Sīrkān (farsi سیرکان) è una città dello shahrestān di Saravan, circoscrizione di Sirkan, nella provincia del Sistan e Baluchistan in Iran. Aveva, nel 2006, una popolazione di 1.347 abitanti. 